# Hofgarten Eichstätt

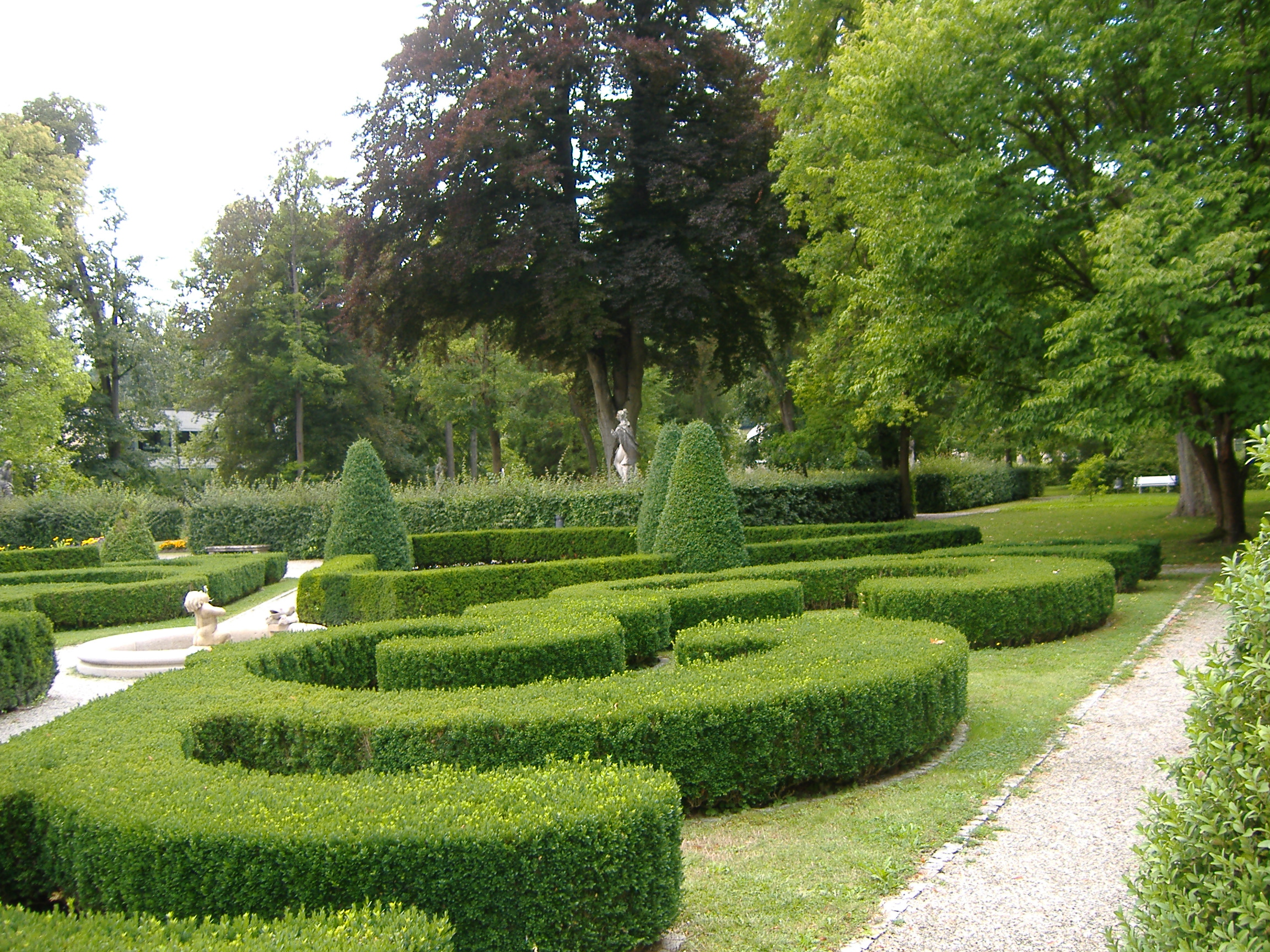
Teilansicht des vorgelagerten Barockgartens

Der Hofgarten Eichstätt liegt in Eichstätt im gleichnamigen Landkreis in Oberbayern. Seine Größe beträgt 22.480 m².

## Geschichte
Fürstbischof Franz Ludwig Schenk von Castell ließ sich in Eichstätt eine repräsentative Sommerresidenz erbauen. Als Bauherr zeichnete Gabriel de Gabrieli verantwortlich. Von ihm stammen auch die drei Gartenpavillons.
Ab 1735 entstand der Hofgarten, der in Form eines großen Rechteckes sich nach Südwesten zur Altmühl hin erstreckt. Der im Stil des Barock angelegte Garten war geprägt von kleinwüchsigen Baumalleen und penibel gestutzten, teils ornamental angelegten, niederen Hecken. Nach der Säkularisation verblieb das gesamte Areal noch einige Jahre im Besitz des letzten Fürstbischofs, bis es dann 1817 an die Herzöge von Leuchtenberg überging. Die neuen Herren ließen einen Teil des Hofgartens, der Sitte der Zeit entsprechend, in einen Englischen Garten umwandeln.
1977 wurden die Umbauarbeiten der einstigen Sommerresidenz zum Verwaltungssitz der Katholischen Universität Eichstätt-Ingolstadt abgeschlossen. Der sich unmittelbar an das Universitätsgebäude anschließende Gartenteil wurde wieder als barocke Anlage neu gestaltet. So ergibt sich ein reizvoller Kontrast zum angrenzenden Englischen Garten.

## Anlage

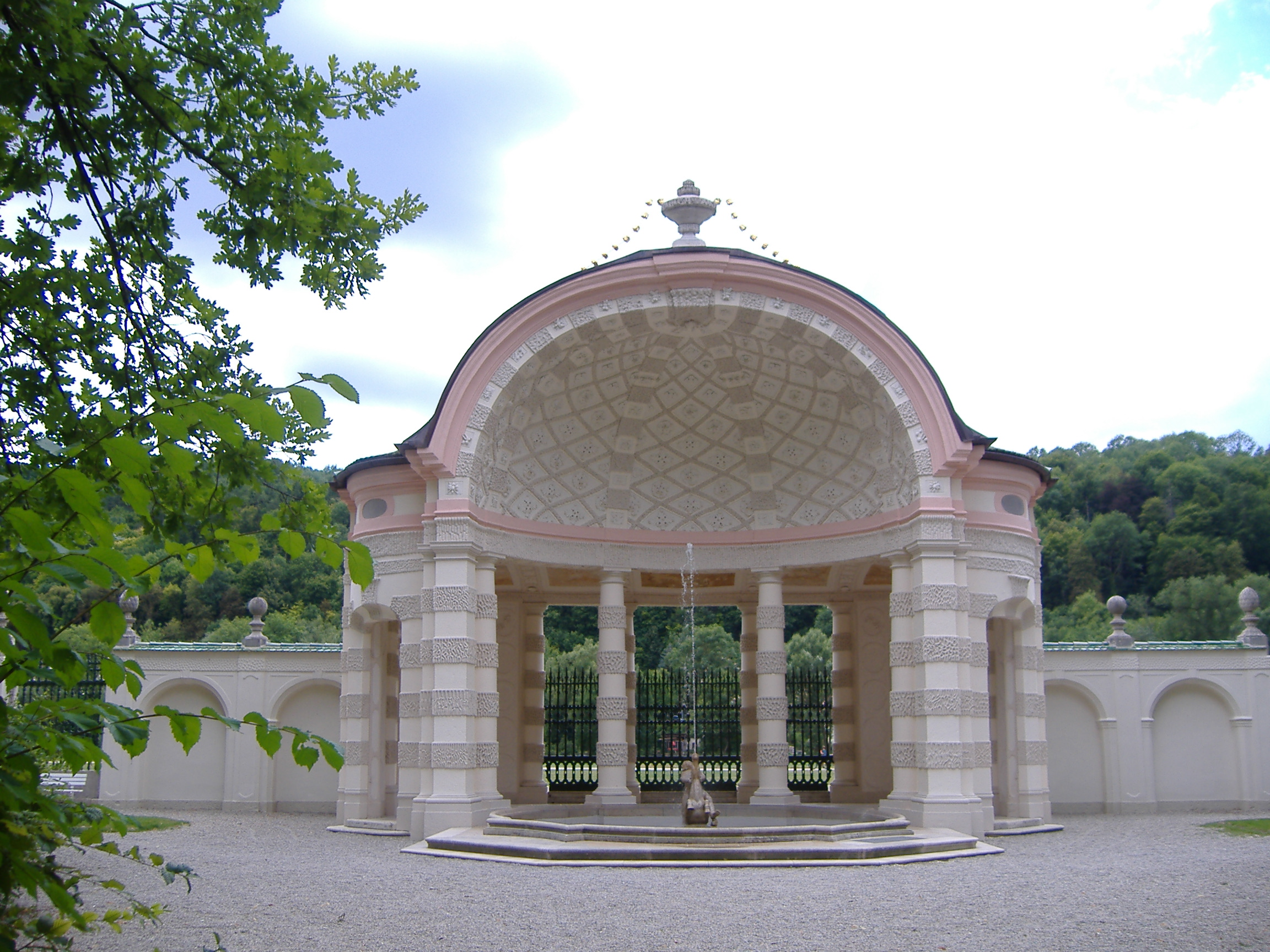
Mittelpavillon, in den Jahren 1779–1781 von Maurizio Pedetti zu einem Gartensaal mit Brunnen umgestaltet

Derzeit beherbergt der Hofgarten ca. 180 Bäume und Sträucher in mehr als 50 verschiedenen Arten. Dadurch hat er auch die Funktion eines botanischen Gartens. Zu seiner außergewöhnlichen Flora zählen beispielsweise die Elsbeere, der Tulpenbaum, der Mammutbaum (in den 1960er Jahren gesetzt), der Trompetenbaum, die Hopfenbuche, die Kaukasische Flügelnuss, die Platane etc. Die ältesten Bäume stammen noch aus der Zeit, als der Hofgarten zum englischen Garten umgestaltet wurde.

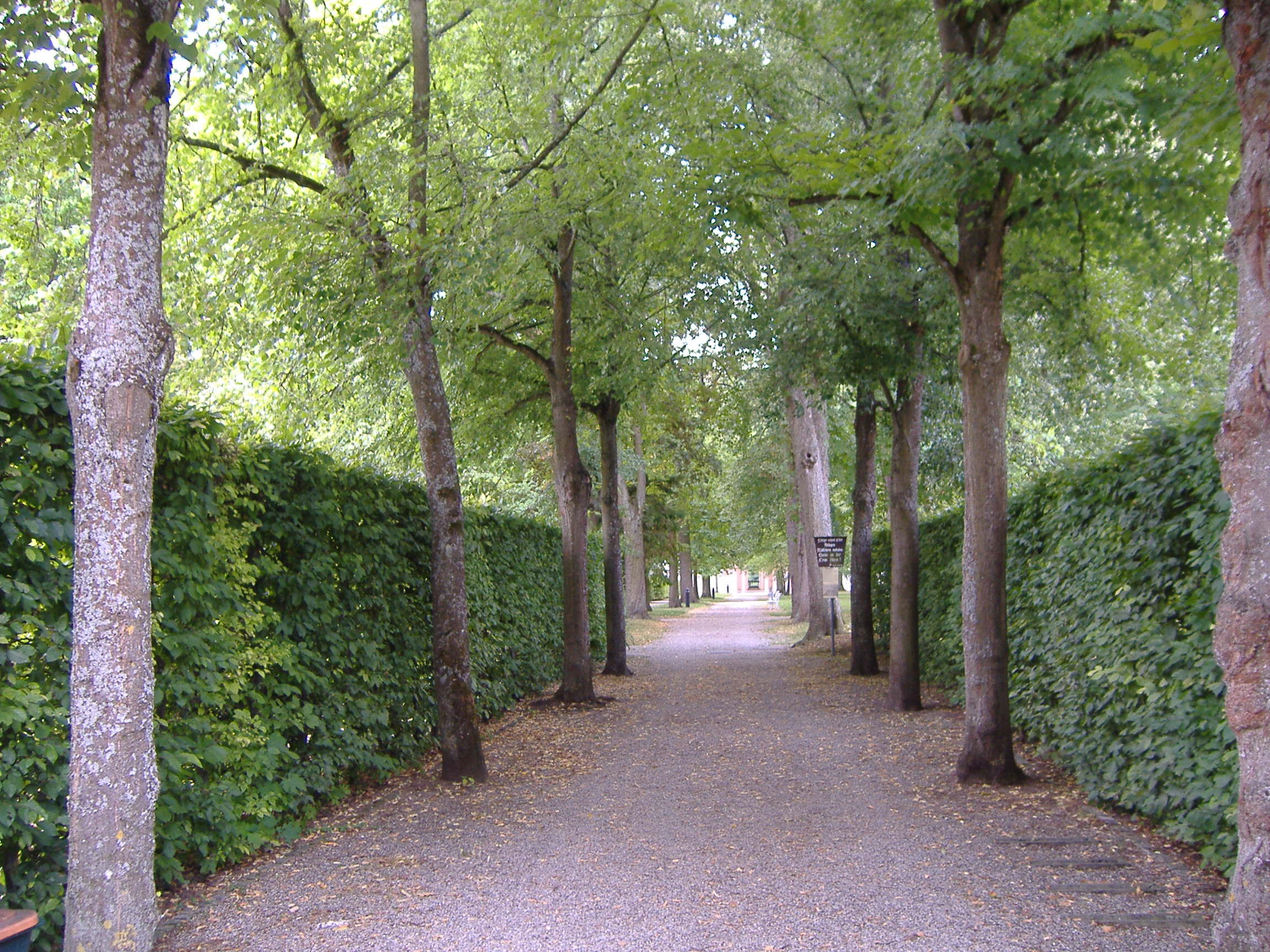
Englischer Teil des Hofgartens
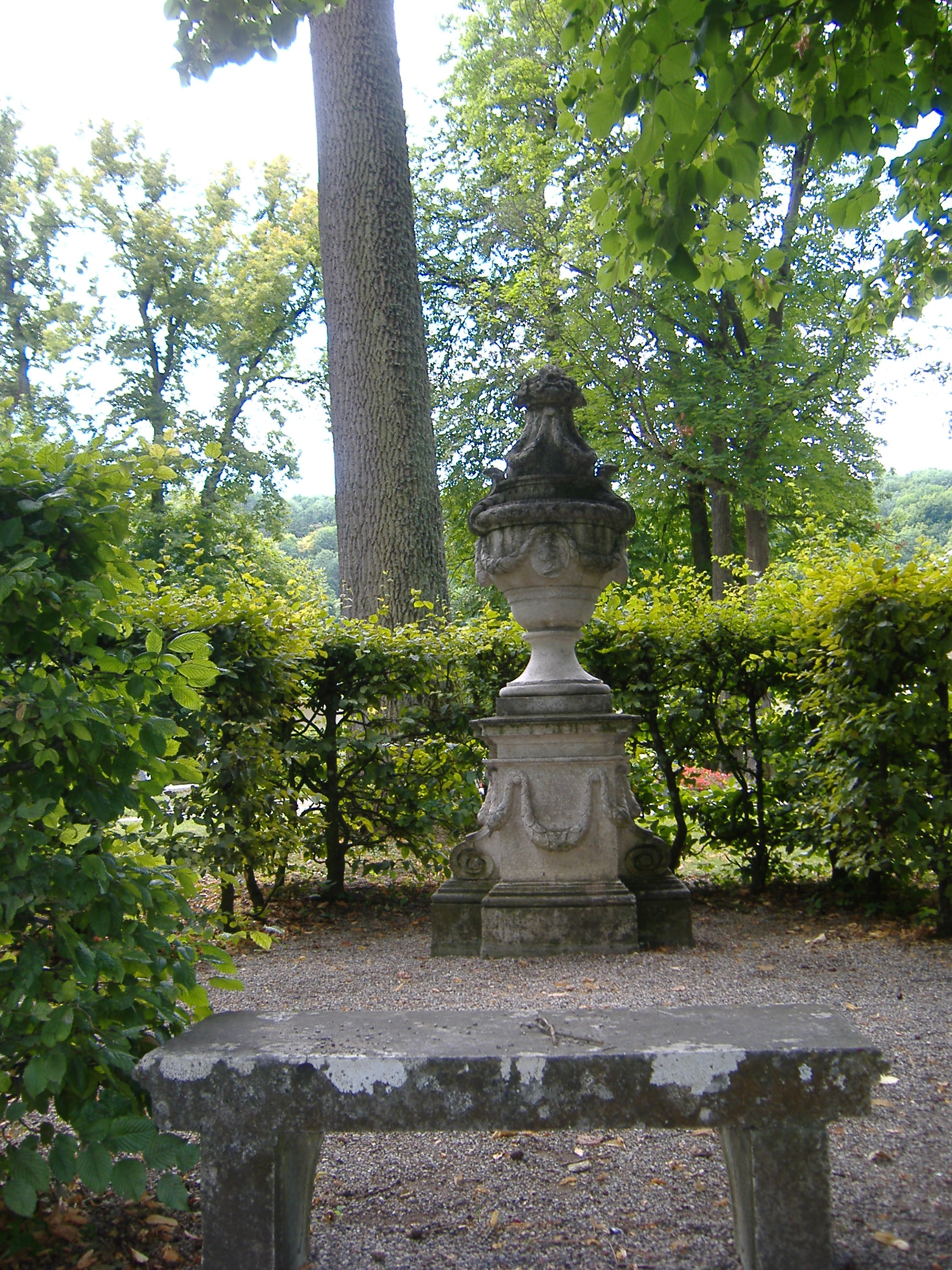
Ziervase im Englischen Gartenteil
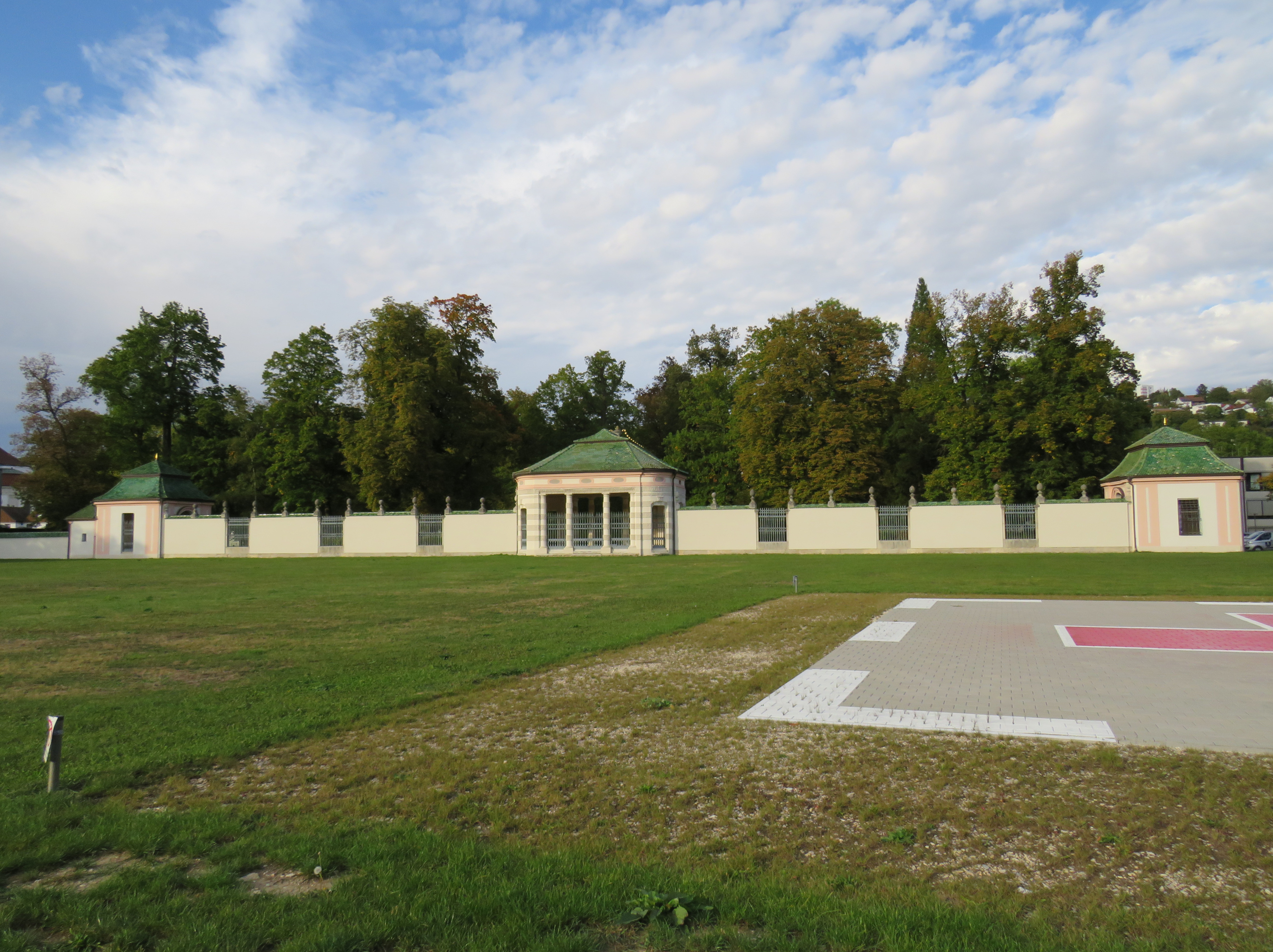
Imposante Mauer des Hofgartens
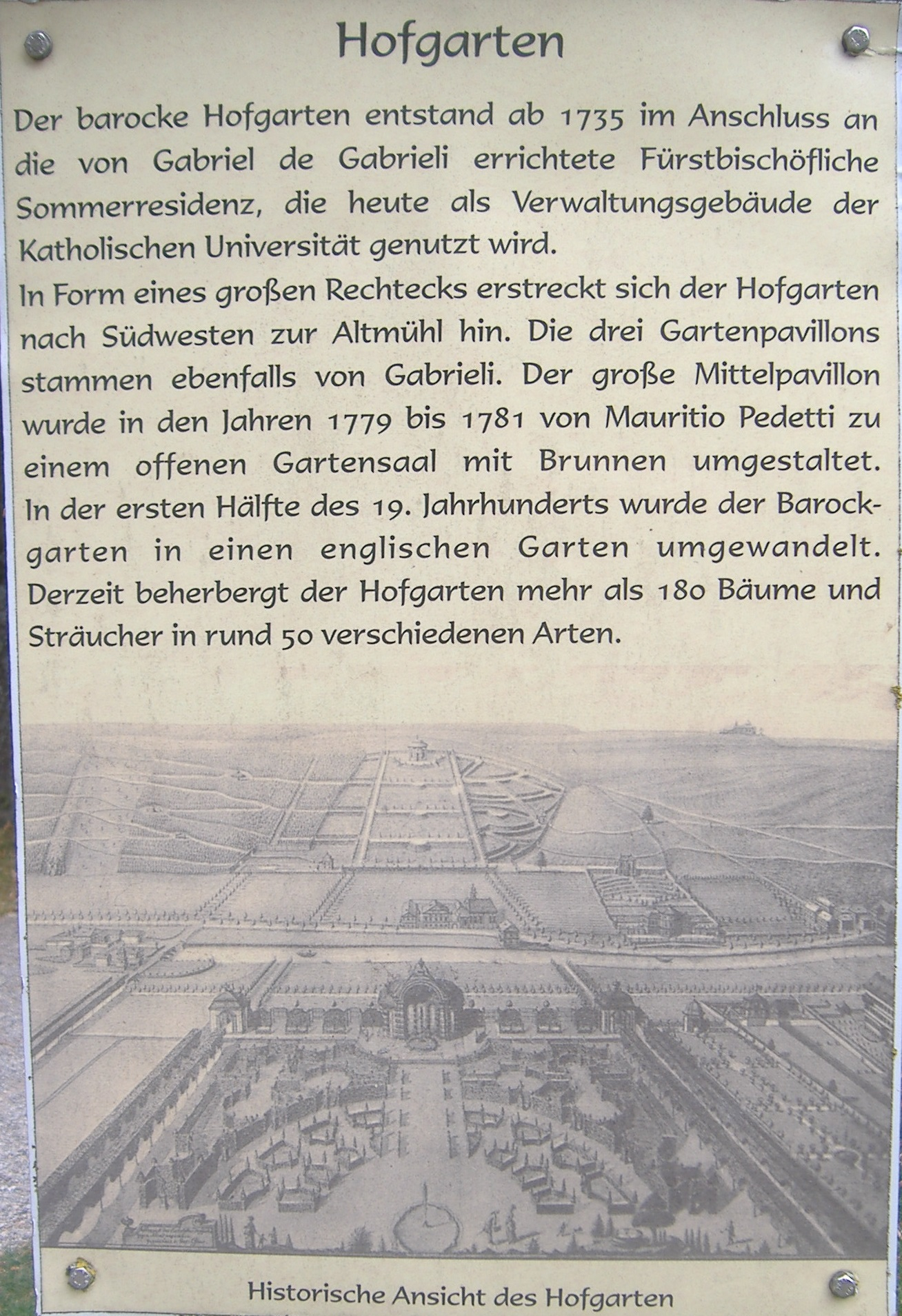
Infotafel über den Hofgarten
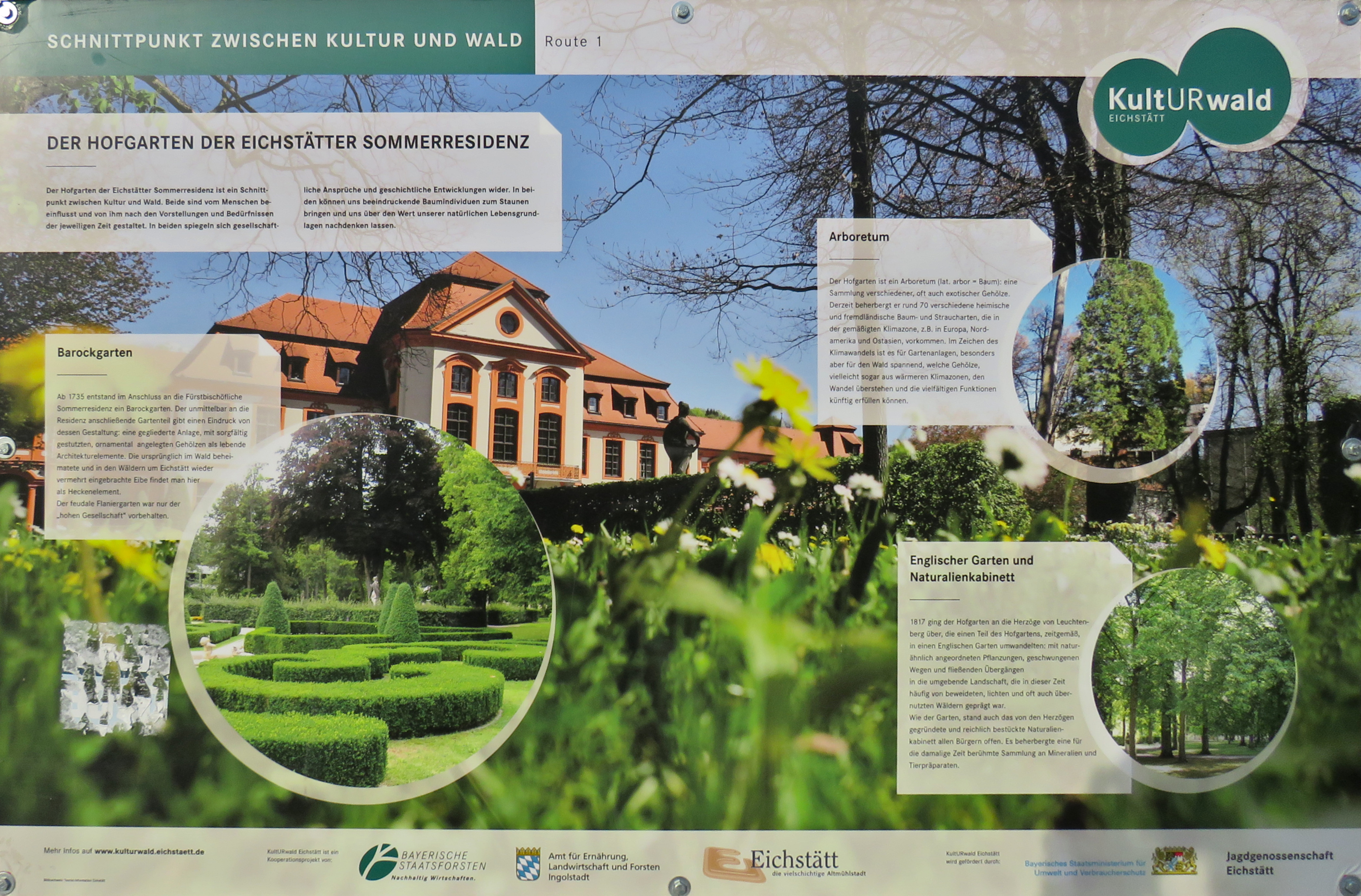
Weitere Infotafel über den Hofgarten